# Al-Baghuz Fawqani
al-Baghuz Fawqani (arabiska: الباغوز فوقاني, kurdiska: Baxoz) är en stad i Syrien, belägen i Abu Kamal-distriktet, Dayr az-Zawr. Enligt Syriens centralbyrå för statistik (CBS) hade al-Baghuz Fawqani en befolkning på 10 649 under folkräkningen 2004.